# Совхоза «Марфино»
Совхо́за «Ма́рфино» (рос. Совхоза «Марфино») — селище у складі Митищинського міського округу Московської області, Росія.

## Населення
Населення — 453 особи (2010; 451 у 2002).
Національний склад (станом на 2002 рік):
- росіяни — 91 %